# Ctenophorus ornatus
Ctenophorus ornatus är en ödleart som beskrevs av  Gray 1845. Ctenophorus ornatus ingår i släktet Ctenophorus och familjen agamer. IUCN kategoriserar arten globalt som livskraftig. Inga underarter finns listade i Catalogue of Life.